# 타워링
타워링(영어: The Towering Inferno)은 1974년 미국에서 개봉한 영화다. 대한민국에서는 1977년 9월 27일에 개봉했다. 대형 호텔에서 일어난 화재 사고에 관한 영화이다.

## 줄거리
건축가 더그 로버츠는 자신이 설계한 세계 최고 높이의 초고층 복합 건물 '글래스 타워'의 완공 기념식에 참석하기 위해 샌프란시스코로 돌아온다. 건물 테스트 중, 주요 설비실에서 발생한 전기 단락으로 81층에서 화재가 시작된다. 로버츠는 부실한 전선 시공을 발견하고 하청업체 사장인 제임스 던컨의 사위 로저 시몬스의 책임이라고 생각한다.
기념식이 진행되는 동안 81층에서 연기가 발견되고, 소방서가 출동한다. 로버츠와 엔지니어는 화재 현장으로 향하지만, 엔지니어는 화재로부터 경비원을 밀쳐내고 사망한다. 로버츠는 건물주 던컨에게 화재를 보고하지만, 던컨은 도시 재개발 계약을 위해 초청한 상원의원에게 잘 보이려 건물을 비우라는 지시를 거부한다.
소방서장 마이클 오핼러한은 던컨에게 강제로 기념식 참석자들을 대피시키라고 지시한다. 시몬스는 예산을 절감하기 위해 부실 공사를 했다고 던컨에게 실토한다. 화재는 급속도로 번져 익스프레스 엘리베이터를 덮쳐 81층에 멈춘 엘리베이터 안의 사람들을 죽음에 이르게 한다. 홍보 담당자와 그의 여자친구는 화재로 인해 건물 내 사무실에 갇혀 사망한다. 한편, 사기꾼에게 구애받던 한 여성 투숙객은 청각 장애인 모녀를 구하기 위해 87층으로 향한다. 보안 책임자는 어머니를 구출하지만, 가스관 폭발로 계단이 파괴되어 구조대원들의 진입이 막힌다. 로버츠 일행은 파괴된 계단을 간신히 지나 서비스 엘리베이터를 타고 134층까지 올라가지만, 전망대로 이어지는 문은 시멘트로 막혀있다. 로버츠는 환풍구를 통해 전망대에 도착한다.
소방관들이 65층에서 불길을 잡아가지만, 전기 시스템이 고장나 엘리베이터가 멈춘다. 오핼러한은 엘리베이터 통로를 타고 탈출한다. 소방관들이 전망대의 막힌 문을 뚫으려 하는 사이, 또 다른 폭발로 남은 계단마저 파괴되어 윗층 사람들의 탈출구가 막힌다. 가까스로 문을 열고 로버츠 일행과 합류한 시몬스는 계단으로 도망치려다 불길에 막혀 후퇴한다. 한편, 사기꾼은 여성에게 자신의 정체를 밝히지만, 여성은 개의치 않고 그와 함께하려 한다.
헬기 구조 시도는 실패하고 옥상이 불길에 휩싸인다. 해군 구조팀은 옆 건물 옥상과 전망대 사이에 구조 로프를 연결하고 사람들을 구조한다. 로버츠는 경관 엘리베이터에 안전장치를 설치하여 12명을 탈출시키려 한다. 탈출 중 폭발로 인해 한 여성이 엘리베이터에서 추락사하고 엘리베이터는 케이블 하나에 매달린다. 오핼러한은 해군 헬기를 이용해 엘리베이터를 구조한다.
화재가 전망대까지 번지자, 시몬스를 중심으로 한 일행은 구조 로프를 차지하려 하지만, 폭발로 인해 시몬스와 상원의원 등을 포함한 많은 사람들이 죽는다. 마지막 수단으로 오핼러한과 로버츠는 건물 꼭대기의 물탱크를 폭파시킨다. 물이 건물 안으로 쏟아져 들어오면서 불길이 잡히고, 대부분의 생존자가 살아남는다.
사기꾼은 여성의 죽음에 충격을 받고 보안 책임자에게 고양이를 건네 받는다. 던컨은 슬퍼하는 딸을 위로하며 이런 재난이 다시는 일어나지 않도록 하겠다고 약속한다. 로버츠는 오핼러한에게 화재 안전 건축물에 대한 조언을 구하고, 오핼러한은 지친 몸을 이끌고 떠난다.

## 캐스팅
- 폴 뉴먼 - 더그 로버츠 역, 글라스 타워 건축가
- 스티브 매퀸 - 마이클 오핼러한 역, SFFD 제 5대대 대장
- 윌리엄 홀든 - 제임스 던칸 역, 건축업자
- 페이 더너웨이 - 수잔 프랭클린 역, 더그 로버트의 약혼녀
- 프레드 아스테어 - 하리 클레이본 역, 뮬러 부인과 단련하는 사기꾼
- 수전 브레이클리 - 패티 던캔 시몬스 역, 제임스 던칸의 딸
- 리처드 체임벌린 - 로저 시몬스 역, 전기 기술자와 던칸의 사위
- 제니퍼 존스 - 라이솔렛 뮬러 역
- O. J. 심슨 - 해리 저니건 역, 최고 보안 책임자
- 로버트 본 - 게리 파커 미국 상원의원 역
- 로버트 와그너 - 댄 비겔로 역, 홍보 담당관
- 수전 플래너리 - 로리 역
- 셀라 매튜스 앨런 - 폴라 램지 역
- 노먼 버턴 - 윌 기딩 역, 전기 엔지니어
- 잭 콜린스 - 시장 로버트 "밥" 램지 역
- 돈 고돈 - 캐피 역, SFFD 트럭 Co. 12 소방 대위
- 펠톤 페리 - 스콧 역, SFFD 엔진 Co. 4 소방관
- 그레고리 시에라 - 카를로스 역, 더 바텐더
- 어니 올서티 - 마크 파워스 역, SFFD 엔진 Co. 4 소방관
- 대브니 콜먼 - SFFD 부국장 1 역
- 엘리자베스 로저스 - 레이디 인 부이 역
- 안 레스터 - 손님 역
- 노먼 그라보스키 - 플레이커(무리야) 역, 해군 항공 구조 대장
- 로스 엘리엇 - SFFD 부국장 2 역
- 올란 소울 - 존슨 역
- 칼레나 가워 - 안젤라 올브라이트 역
- 마이크 루킨랜드 - 필립 올브라이트 역
- 캐롤 맥보이 - 미세스 올브라이트 역
- 스콧 뉴맨 - 영 소방관 역
- 폴 코미 - 팀 역
- 조지 월리스 - 최고 관리자 역
- 패트릭 컬리턴 - 기술자 역
- 윌리엄 바셋 - 임대 에이전트 역
- 존 크로포드 - 칼라한 역
- 에릭 넬슨 - 웨스 역
- 아트 발린저 - 아나운서 역
- Lcdr. 노먼 힉스 - 조종사 역
- Ltjg. 토마스 카르나한 - 부조종사 역
- 모린 맥거번 - 파티 가수 역 (공인되지 않음)[출처 필요]
- 윌리엄 트레일러 - 빌 하튼 역, 경비원 (공인되지 않음)[출처 필요]

## 한국판 성우진

### KBS 첫 더빙 (1983년 1월 1일)
- 양지운 - 더그 (폴 뉴먼)
- 최응찬 - 마이크 (스티브 맥퀸)
- 최흘 - 던컨 (윌리엄 홀든)
- 이선영 - 수잔 (페이 더너웨이)
- 김종성 - 비글로 (로버트 와그너)
- 이경자
- 임수아
- 나수란
- 문영래
- 노민
- 이윤선

### MBC (1991년 11월 23일)
- 김용식 - 더그 (폴 뉴먼)
- 이윤연 - 마이크 (스티브 맥퀸)
- 임종국 - 던컨 (윌리엄 홀든)
- 강미 - 수잔 (페이 더너웨이)
- 박기량 - 로저 (리처드 체임벌린)
- 최방란 - 리졸렛 (제니퍼 존스)
- 최병학 - 할리 (프레드 아스테어)
- 성유진 - 패티 (수전 브레이클리)
- 신성호 - 파커 (로버트 본)
- 김관철 - 비글로 (로버트 와그너)
- 홍승옥
- 김윤정
- 이인성
- 최상기
- 박영화
- 이우신
- 이종혁
- 황윤걸
- 김강산
- 김영훈

### KBS 재더빙 (1996년 4월 11일)
- 김종성 - 더그 (폴 뉴먼)
- 양지운 - 마이크 (스티브 맥퀸)
- 최흘 - 던컨 (윌리엄 홀든)
- 이선영 - 수잔 (페이 더너웨이)
- 김정희
- 이경자
- 노민
- 엄주환
- 이윤선
- 성선녀
- 홍영란

## 같이 보기
- 555 캘리포니아 스트리트